# (1060) Magnolia
(1060) Magnolia ist ein Asteroid des Hauptgürtels, der am 13. August 1925 vom deutschen Astronomen Karl Wilhelm Reinmuth entdeckt wurde, der am Observatorium auf dem Königstuhl bei Heidelberg tätig war.
Benannt ist der Asteroid nach der Pflanzengattung der Magnolien.